# Sceloporus lunae
Sceloporus lunae (колюча ігуана Луни) — вид ігуаноподібних ящірок родини фриносомових (Phrynosomatidae). Ендемік Гватемали.

## Поширення і екологія
Колючі ігуани Луни мешкають в передгір'ях гірського хребта Сьєрра-де-лас-Мінас на сході Гватемали. Вони живуть в сухих тропічних лісах і сосново-дубових лісах, де трапляються на деревах, серед каміння та поблизу людських поселень. Зустрічаються на висоті від 150 до 1300 м над рівнем моря.